# Cameron Hunt
Cameron Lee Hunt (Duncanville, 25 agosto 1997) è un cestista statunitense.

## Palmarès
- Coppa di Francia: 1

Digione: 2023-2024